# Športski hokej klub Concordia Zagreb
Športski hokej klub Concordia bio je hokejski klub iz Zagreba. 
Osnovan je 20. prosinca 1952. kao Sportski hockeyski klub Concordia. Osnovali su ga igrači bivše Concordije.
Godine 2014. osnovan je Hokej klub Concordia 1906 Zagreb.

## Klupski uspjesi
Izvor:

### U Jugoslaviji
- Prvenstvo Jugoslavije
  - Prvi (1): 1971.
  - Drugi (1): 1968.
  - Treći (4): 1956., 1957., 1963., 1976.

- Prvenstvo SR Hrvatske / Savezna liga – Zapad
  - Prvi (1): 1964.
  - Drugi (4): 1958., 1963., 1969., 1973.
  - Treći (7): 1953., 1955., 1960., 1961., 1970., 1971., 1976.

- Međurepublička liga – Zapad
  - Prvi (1): 1983.
  - Drugi (1): 1982.

- Prvenstvo Zagreba
  - Prvi (1): 1972.

- Dvoransko otvoreno prvenstvo Zagreba
  - Drugi (1): 1989.

- Kup Jugoslavije
  - Osvajač (1): 1967.

- Kup SR Hrvatske
  - Osvajač (1): 1967.

### U Hrvatskoj
- Prvenstvo Hrvatske za muškarce
  - Treći (3): 1993., 1994., 2007.

- Prvenstvo Hrvatske za muškarce – I. B liga
  - Prvi (1): 2001.

- Dvoransko prvenstvo Hrvatske za muškarce – I. B liga
  - Prvi (1): 2000.
  - Drugi (1): 2001.

- Kup Hrvatske za muškarce
  - Finalist (1): 1994.

- Dvoransko prvenstvo Hrvatske za žene
  - Drugi (1): 1999.

- Kup Hrvatske za žene
  - Finalist (1): 1999.

## Sastavi prvaka
Izvor:
- prvaci Hrvatske 1964.: Krsnik, Hrenar, Purić, Kujunđić, Dušak M, Jurgec, Bezinović, Polić, Kiš, Srdarev, Prah, Blažina, Kunštek I i II

- osvajači kupa Jugoslavije 1967.: Krsnik, Jug, Jurgec, Bogner, Dušak I. i M., Rozman, Lažnjak, Simonišek, Hrenar, Srdarev i Poldrugač

- prvaci Jugoslavije 1971.: Zvonimir Zvonar, Zvonko Hrenar, Ivan Jug, Mirko Dušak, Malden Bogner, Antun Jurgec, Zlatko Ključec, Zlatko Kuzle, Božidar Simonišek, Rade Vujčić, Mario Dujmović, Miro Smoljan, Goran Rozman, Franjo Kiš, Ivan Dušak, Željko Lažnjak, Mirko Poldrugač, trener Ivan Srdarev

## Poznati igrači
Izvor:
- Milan Prah, dugogodišnji igrač, trofejni trener
- Zvonko Hrenar, dugogodišnji igrač, hrv. i jug. reprezentativac, europski reprezentativac
- Mirko Poldrugač, predsjednik, trener, kroničar
- Ivan Dušak, hrv. i jug. reprezentativac
- Željko Lažnjak, dugogodišnji igrač

## Nagrade i priznanja
- 1982.: nagrada Grada Zagreba za razvitak športa i postignute rezultate[3]

## Vanjske poveznice
- Arhivirana web-stranica